# Mona Fandey
Nur Maznah binti Ismail (Kangar, 1956 - Selangor, 2 de noviembre de 2001) fue una mujer malasia, conocida profesionalmente como Mona Fandey. Hizo carrera como cantante de pop. Nur fue ejecutada con 45 años tras ser condenada por el asesinato del asambleísta del estado de Batu Talam, Mazlan Idris, en 1993.

## Trayectoria
Nur comenzó a cantar y bailar desde muy joven. Adoptó su nombre artístico, Mona Fandey, y lanzó su álbum debut titulado Diana en 1987. Su esposo, Mohamad Nor Affandi Abdul Rahman, apoyó y financió su carrera, y le ayudó a conseguir apariciones en televisión, pero no logró mayores éxitos.
En busca de una solución para triunfar como cantante, Mona y Mohamad recurrieron a la brujería. Mona se convirtió en bomoh y se dice que logró atraer a clientes de alto perfil, incluidos políticos de la Organización Nacional de los Malayos Unidos (UMNO, por sus siglas en inglés). En Malasia, los chamanes y practicantes de medicina tradicional a menudo afirmaban actuar como intermediarios de fantasmas y dioses. Por ello, eran tradicionalmente populares entre los ricos y famosos, incluidos los políticos locales que buscaban una ventaja sobre sus rivales en épocas electorales. Mona brindó servicios a clientes adinerados y con ello pudo financiar un estilo de vida lujoso. Era dueña de varios autos de lujo (de marcas como Jaguar, Mercedes-Benz y BMW), y de varias mansiones en toda Malasia, además de alojarse en hoteles de cinco estrellas.
A Mona la sobrevivieron su hija, Mazdiana Affandi, y dos hijastros.

## Asesinato de Dato Mazlan Idris
En 1993, Mazlan Idris, un político interesado en ser Primer Ministro del estado de Pahang (Menteri Besar, en malayo), solicitó los servicios de Mona y Mohamed. La pareja aceptó y le dio a Mazlan un talismán compuesto por un tongkat y un songkok, que supuestamente le pertenecían al primer presidente de Indonesia, Sukarno, por 2,5 millones de ringgits (moneda de Malasia). Mazlan ofreció pagarles 500.000 ringgits y darles 10 títulos de propiedad como garantía por el resto.
El 2 de julio de 1993 se reportó a Mazlan como desaparecido, después de retirar casi 300.000 ringgits de distintos bancos de Kuala Lumpur y luego de reunirse con Mona en Raub, Pahang. Poco después, se reportó que Mona habría ido de compras a Kuala Lumpur, donde adquirió un nuevo teléfono celular, joyas de oro, sofás, gabinetes de cocina, un televisor, una grabadora de video y un nuevo Mercedes-Benz. Todos los artículos fueron pagados en efectivo. Días después, el 15 de julio de 1993, Mona ingresó en el Hospital Tung Shin para someterse a una cirugía plástica en la cara, frente y nariz.
El 13 de julio de 1993, la policía arrestó al asistente de la pareja Juraimi Hassan, por consumo de drogas y lo interrogaron en la estación de policía de Dong. Aunque esto no estaba relacionado con la pareja, el 22 de julio de 1993 la Policía Real de Malasia descubrió el cuerpo de Mazlan, desmembrado en 18 partes y parcialmente desollado. Su cuerpo había sido enterrado a seis pies de profundidad en un pozo cubierto de cemento en el almacén de una casa sin terminar, en una de sus propiedades en Pahang. Junto al cuerpo, la policía también encontró estatuas de deidades, un altar, cuchillos y un hacha.
El 2 de agosto de 1993, Mona, su marido Mohamad y el asistente Juraimi fueron acusados del asesinato de Mazlan Idris y puestos en prisión preventiva.

## Acusaciones de participación en otros asesinatos
El asesinato de Mazlan, hizo a la policía sospechar del involucramiento de Mona en otros delitos graves no relacionados, como la desaparición de cinco empleadas domésticas que trabajaron para ella, en distintos momentos a finales de la década de 1980.
Otro caso en el que fue sospechosa fue el asesinato de Tan Kim Ann, su esposa y su hijo de cinco meses, por las similitudes al asesinado de Mazlan. Los cuerpos de la familia tambían habían sido desmembrados, a la pareja la enterraron en un sitio y al bebé en otro, ambos lugares dentro del distrito de Kemaman, a principios de agosto de 1993. La familia fue identificada como seguidores de Mona y también habían desaparecido de forma misteriosa un par de años antes. Los periodistas que se encontraban en la escena del crimen, cerca de Kijal, vieron a Mohamad, marido de Mona, irse en el coche de policía. Después se relevó que él era el propietario de las tierras donde se había encontrado los cuerpos de Tan y su familia. Para las autoridades, las víctimas eran sacrificios humanos que Mona y su esposo ofrecían como parte de un ritual de brujería. Sin embargo, la hermana de Tan declaró que su cuñada había llegado a casa agitada sin su bebé y que le había pedido una gran cantidad de dinero prestado. Esto, sumado al hecho que los restos habían sido encontrados en sitios distintos, permitió plantear la posibilidad de que el bebé hubiese sido secuestrado para pedir un rescate, y la pareja fuese asesinada después de entregar el dinero, para evitar que los denunciaran.
La policía vinculó un tercer asesinado a Mona y su marido, el de Irma Zhilan. Irma desapareció de la ciudad de Klang, a principios de 1992. Su cuerpo fue encontrado desmembrado y disperso en tres lugares de Pandamaran, poco después de arrestar a Mona. En agosto de 1993, en el jardín trasero de la casa donde se encontraron los restos de Mazlan, la policía encontró y desenterró cuatro recipientes de vidrio que contenían órganos internos humanos, que se creían pertenecían a Irma. En la misma bolsa de plástico que contenía los recipientes de viidrio, se recuperaron varias estatuas de deidades, como Durga, diosa hindú de 10 brazos.

## Investigación judicial preliminar
El 26 de octubre de 1993 comenzaron las audiencias previas al juicio por el asesinato de Mazlan Idris. En las declaraciones de apertura, el jefe de la unidad de secuestro y rescate del Departamento de Investigaciones Criminales (CID, por sus siglas en inglés), Takbir Ahmad Nazir Ahmad, explicó que Mohamad se ofreció a llevar a los detectives a los restos de Mazlan, mientras la policía lo investigaba, el 22 de julio de 1993. Mohamad condujo a los oficiales a una casa en Lata Jarum en Pahang, ordenó que se la puerta de un almacén, cerrada con candado hasta entonces, y les indicó un área del piso de cemento para que el equipo comenzara a cavar. Una hora más tarde, el equipo encontró partes del cuerpo de Mazlan, a una profundidad de aproximadamente cinco pies. La posterior investigación de los registros dentales permitió confirmar que los restos eran de Mazlan Idris.
El inspector jefe Mahpop Jaafar declaró que Juraimi había informado a la policía que había un cadáver enterrado en la casa de Raub, y que había dibujado un mapa de la casa, donde marcó los lugares en dónde se encontraba el cadáver y donde Mazlan había sido asesinado.
El patólogo forense, Doctor Abdul Rahman Yusof, testificó haber realizado la autopsia al cuerpo de Mazlan y afirmó que la causa de muerte instatáneo fue el corte en el cuello, debido a la gran pérdida de sangre y la parada inmediata de órganos vitales (como el corazón y los pulmones). Abdul coincidió con el fiscal adjunto, Suriyadi Halim Omar, en que la muerte ocurrió entre el 2 y el 8 de julio de ese año.

## Juicio por asesinato
El 12 de septiembre de 1994 comenzó el juicio de Mona, Mohamad y Juraimi por el homicidio en primer grado de Mazlan Idris, en el Tribunal Superior de Temerloh, Pahang. Con un jurado de siete personas, los tres acusados se declararon inocentes del cargo.

### Pruebas de la acusación
Empleados del Banco Bumiputera de Malasia y del Banco Oriental en Kuala Lumpur dieron testimonio durante la acusación. Confirmaron que el último día que Mazlan fue visto con vida, había cobrado cheques personales por un valor total de 289.000 riggits, en tres sucursales bancarias diferentes. Además, un miembro de UMNO testificó que esa noche se había reunido con Mazlan en Raub y al terminar lo vio conducir un automóvil junto a Mohamad, que iba en el asiento del pasajero.
Sobre las cirugías de Mona, el Doctor Wong Kang Shen, confirmó que le había realizado procedimientos cosméticos a Mona, durante cinco horas el 15 de julio de 1993, por un equivalente a 13.000 riggits. Otros testigos confirmaron también que Mona y Mohamed habían comprado 11.900 riggits en muebles y 4.769 riggits en artículos eléctricos, el 8 y 9 de julio de 1993, Además, los vendedores de las tiendas La Puteri Goldsmith y Far East Goldsmith, del centro comercial Ampang Park entregaron evidencia de la venta de joyas a Mona por más de 27.000 riggits en efectivo, el 3 de julio de 1993. Un abogado también testificó que se reunió con Mohamed en el Hotel Park Royal de Kuala Lumpur, el 5 de julio de 1993, y que este le había pedido certificar documentos (aparentemente firmados por el propio Mazlan Idris) para otorgarle un poder notarial a Mohamed sobre cinco terrenos que decía haberle a Mazlan.
Abdul, el doctor que realizó la autopsia oficial, declaró que la cabeza de Mazlan fue cortada por tres golpes en el cuello, posiblemente con un hacha. Indicó que no se observaban heridas defensivas en el cuerpo, y que según el perito, Mazlan estaba tendido en el suelo cuando le propinaron esos golpes. Además de tener el cuerpo desmembrado en 18 partes, le habían arrancado casi todas las uñas de los pies y le faltaban los testículos.

### Impugnación de la admisibilidad de las declaraciones
El 23 de octubre de 1994, Juraimi declaró en propia defensa e impugnó la admisibilidad de las declaraciones que dio a la policía durante su detención, argumentando que estas habías sido hechas después de haber sido golpeado y amenazado para obligarlo a confesar. Juraimi también acusó a la policía de prometerle una sentencia reducida si presentaba puedas contra los otros acusados y de inducirlo a admitir culpabilidad. Pese a estas declaraciones, el tribunal dictaminó que si Juraimi hubiese sido golpeado, habría presentado una denuncia antes y no hubiese esperado a ser juzgado meses después, ya que se perdería la evidencia de los malos tratos y su declaración podía presentarse como prueba.
De la misma forma, el 16 de noviembre de 1994, Mona dijo durante su declaración que también había sido maltratada durante el interrogatorio de los policías de Bukit Aman en julio de 1993. Alegó que los agentes habían presionado los puntos de sutura de su cirugía plástica para infligirle dolor. También, Mona dijo que le daban tres hojas de papel en blanco por día para firmar, mientras estaba detenida, aunque el detective, Takbir Ahmad Nazir Mohanmad, dijo que ella había firmado voluntariamente las 33 páginas de su declaración inicial, después de grabarla. Tras la deliberación, el tribunal dictaminó que Mona había declarado voluntariamente y permitió que esas declaraciones se admitieran como prueba. Aunque, posteriormente, el juez Datuk Mokhtar ordenó que se eliminaran las secciones de la declaración que hablaban de los asesinatos cometidos en Selangor y Terengganu, ya que eran irrelevantes para ese juicio en particular y no debían revelarse al jurado.

### Presentaciones de defensa
El juez declaró que la fiscalía había establecido pruebas prima facie contra los tres acusados y los llamó a presentar su defensa contra el cargo de asesinato de Mazlan Idris, el 23 de noviembre de 1994.
Al subir al estrado, Juraimi dijo que decapitó a Mazlan con un hacha, alrededor de las 10 de la noche del 2 de julio de 1993, en la casa donde se descubrió el cuerpo de la víctima. Dijo que lo hizo siguiendo órdenes de Mohamad, quien luego le ordenó desmembrar el cuerpo y enterrar los restos. Según Juraimi, Mazlan llegó esa noche con Mona y Mohamad a la casa, para asistir a un ritual oculto. Luego de ponerse un sarong, Mazlan se acostó en el baño iluminado con velas, Mona le puso una orquídea en la frente y le dijo que cerrara los ojos y esperara a que una "voz misteriosa" le preguntara cuánto dinero quería. Mazlan se quedó dormido y Mohamad le ordenó a Juraimi que lo matara, luego Mona y Mohamad se ducharon en otro baño para lavarse la sangre que les había salpicado.
Durante su testimonio de defensa, Mohamad negó haber planeado el asesinato de Mazlan con antelación u ordenar a Juraimi que lo matara. Mohamad afirmó que él y Mona le estaban dando a Mazlan un baño de flores, para limpiarlo de la mala suerte, y que Juraimi irrumpió inesperadamente cortándole la cabeza con un hacha. Según Mohamad, él y Mona huyeron de Juraimi aterrorizados y en shock de la escena, por lo que no pensaron en informar a la policía sobre lo ocurrido. Sin embargo, durante el interrogatorio, Mohamad admitió que, pese a que el trauma le había impedido detenerse en cualquierda de las 10 comisarías de policía por las que pasó, de camino al Hotel Plaza en Kuala Lumpur, si estaba capacitado para falsificar la firma de Mazlan en documentos e intentar transferirse, fraudulentamente, las propiedades de Mazlan la mañana siguiente.
Mona no quiso dar testimonio o ser interrogada, pero leyó una declaración preparada desde el banquillo, en la que negaba toda participación en el asesinato de Mazlan. El fiscal adjunto, Zakaira Sam, refutó sus declaraciones de inocencia, ya que nunca denunció el delito a las autoridades y solo se dedicó a hacer compras al día siguiente.

### Declaraciones de cierre
En un resumen de una hora, el fiscal adjunto afirmó que Mona y Mohamad habían asesinado a Mazlan por su dinero. Destacó las compra del Mercedes Benz por 125.000 riggits en efectivo, un día después de la desaparición de Mazlan. La evidencia mostró que los retiros realizados por Mazlan se pagaron en billetes de 1.000 riggits, y que Mona y Mohamad pagaron todas sus compras con billetes de 1.000 riggits. El fiscal dijo que el asesinato de Mazlan fue premeditado y que atrajeron a la víctima fue atraída a un lugar apartado, con la excusa de realizar un ritual de magia negra que lo ayudara a mejorar su carrera política, durante las próximas elecciones; sin embargo fue asesinado sin piedad.
Los abogados de Juraimi pidieron al tribunal que consideraran como atenuantes su corta edad y su falta de educación. Por su parte, los abogados de Mona y Mohamad no presentaron nada después de que la pareja informara al juez que aceptarían la decisión del tribunal.
Al resumir el caso ante el jurado, el juez dijo que pese a no contar con pruebas directas contra los acusados, había pruebas circunstanciales de que los tres estaban involucrados en el asesinato.

### Comportamiento de Mona Fandey durante el juicio
Mona mostró un comportamiento excéntrico; parecía alegre, sonreía constantemente y posaba para los fotógrafos de prensa durante el juicio. Se vestía de forma extravagante, todos los días con vestidos brillantes y coloridos. Incluso, en un momento del juicio exclamó: "¡Parece que tengo muchos fans!" Los observadores comentaron después que Mona había recibido la atención que siempre quiso y que su comportamiento era comparable al de una celebridad que llega al estreno de una película, no al de un acusado escoltado al tribunal por funcionarios de la prisión.

## Veredicto
El 9 de febrero de 1995, Mona, Mohamad y Juraimi fueron declarados culpables de los cargos y condenados a muerte en la horca por el asesinato de Mazlan Idris. Después de la sentencia, Mona declaró a los periodistas: "Estoy contenta con la decisión y agradezco a los malasios", antes de lanzar besos a una multitud de transeúntes. Los tres convictos fueron trasladados al corredor de la muerte de la prisión de Kajang en Selangor, para esperar su ejecución.

## Apelaciones
Mona y los demás apelaron ante el Tribunal Federal, pero en 1999 desestimaron sus apelaciones y confirmaron la sentencia de muerte. Como último recurso, los tres convictos buscaron el indulto de la Junta de Indultos de Malasia, pero la junta negó el indulto.
Según los funcionarios de la prisión, Mona era una reclusa de buen comportamiento. Leía el Corán y realizaba oraciones islámicas cinco veces al día. La última comida de Mona y Mohamad fue Kentucky Fried Chicken, la noche antes de su ejecución.

## Ejecución
En la madrugada del 2 de noviembre de 2001, Mona, Mohamad y Juraimi fueron ahorcados en la prisión de Kajang. Un funcionario de la prisión dijo que el trío no expresó remordimientos. Mona pronunció las palabras "aku takkan mati ", que significa "nunca moriré", y todavía estaba tranquila y sonriente durante la ejecución.

## Legado
Mona ganó más notoriedad como asesina que como cantante de pop. El caso tuvo una gran cobertura mediática nacional e internacional, y mucho interés público. Los movimientos contra la pena de muerte, incluida Amnistía Internacional, expresaron su oposición a la ejecución de los tres. En 2002, el director de cine malasio Amir Muhammad realizó un cortometraje titulado Mona, dentro de su serie de cortometrajes.
En 2006, se asumió ampliamente que una película de Dain Iskandar Said titulada Dukun estaba basada en la historia de Mona. La proyección de esta película se retrasó en varias ocasiones, probablemente debido al contenido de la película, la relación con Mona Fandey y las implicaciones para su familia. Sin embargo, la película se filtró en Facebook, a principios de febrero de 2018 y se estrenó en los cines el 5 de abril de 2018.
El crimen también fue tratado en un capítulo del exitoso libro Malaysian Murders & Mysteries, llamado Pop Singer Witch Doctor en escrito por los periodistas Martin Vengadesan y Andrew Sagayam.
El caso de Mona, Mohamad y Juraimi fue uno de los últimos juicios con jurado que se realizaron en Malasia. La naturaleza sensacionalista del caso contribuyó a que el gobierno decidiera descontinuar este sistema y los juicios con jurado fueron abolidos el 1 de enero de 1995.